# 费尔南多·卡帕拉
费尔南多·罗伯斯·卡帕拉（英語：Fernando Robles Capalla，1934年11月1日—2024年1月6日），是菲律宾天主教主教团主席、天主教达沃总教区大主教。